# Osvald Moberg
Karl Osvald Moberg (ur. 14 września 1888 w Sztokholmie, zm. 22 grudnia 1933 tamże) – szwedzki sportowiec, olimpijczyk.
Na Igrzyskach wystąpił w ich letniej edycji z 1908 w Londynie, gdzie zdobył złoty medal w drużynowych zawodach gimnastycznych.